# Lepanthes pilosa
Lepanthes pilosa là một loài thực vật có hoa trong họ Lan. Loài này được Luer & R.Vásquez mô tả khoa học đầu tiên năm 1998.